# Schlägl
Schlägl är en ort och tidigare kommun i Österrike. Den ligger i distriktet Rohrbach i förbundslandet Oberösterreich, 180 kilometer väster om huvudstaden Wien. 
Den 1 maj 2015 slogs kommunen Schlägl ihop med grannkommunen Aigen im Mühlkreis och bildade kommunen Aigen-Schlägl. Kommunen bestod, förutom av orten Schlägl, av orterna Baureith, Breitenstein, Diendorf, Geiselreith, Kerschbaum, Natschlag, Sankt Wolfgang, Unterneudorf, Weichsberg, Winkl och Wurmbrand. 